# Nitrosonio
Il nitrosonio è un catione biatomico di formula NO+. È formato da un atomo di azoto legato con legame triplo ad un atomo di ossigeno formalmente positivo (N≡O+).
È presente in diversi sali nei quali ha come controioni anioni poco coordinanti, come il perclorato (ClO4−) e il tetrafluoroborato (BF4−).
Invece di nitrosonio, per lo più in chimica inorganica/organometallica a volte è chiamato catione nitrosile.

## Proprietà
In questo ione molecolare entrambi gli atomi sono ibridati sp. Lo ione nitrosonio (specie con simmetria C∞v) è precisamente isoelettronico e isosterico con il monossido di carbonio, lo ione cianuro  e la molecola di azoto. Può esser visto come una molecola di monossido di azoto (noto anche come nitrosile in chimica organometallica) che ha perso l'elettrone di antilegante. A causa di ciò questo processo costa relativamente poca energia: 9,26 eV, molto meno rispetto al costo per gli atomi costituenti (14,53 eV per N e 13,62 eV per O).
Il legame in NO+ (106,6 pm) è più corto che nella molecola neutra NO (115 pm), in accordo con il fatto che si passa da un ordine di legame 3 ad uno di 2,5. È però marginalmente più corto del legame triplo in CO (112,83 pm) ed anche di quello in N2 (109,77 pm).
Per questo ione sono concepibili due forme limite di risonanza:
+N=O  ←→  N≡O+
La forma limite contenente il triplo legame ha peso decisamente preponderante, come nel caso analogo del monossido di carbonio, cioè quella nella quale entrambi gli atomi hanno un guscio completo di gas nobile (ottetto). Questo è in accordo con l'ordine di legame 3 previsto dalla teoria degli orbitali molecolari per questo ione e in accordo anche con le lunghezze di legame e le frequenze di stiramento (e relative costanti di forza) osservate negli spettri infrarossi dei suoi sali.
Di questo ione si conosce anche l'analogo con lo zolfo al posto dell'ossigeno, il tionitrosonio N≡S+, che è noto anche come ione tiazile.

## Reattività
Lo ione nitrosonio è stabile in sali in cui figurano come controioni anioni poliatomici di acidi molto forti, che siano quindi basi molto deboli, ad esempio il tetrafluoroborato (NOBF4), perclorato (NOClO4), idrogenosolfato (NOSO4H), esafluoroarseniato (NOAsF6), esafluoroplatinato (NOPtF6), esafluoroantimoniato (NOSbF6), ed altri similari, mentre non sempre è stabile come ione se accoppiato ad anioni di acidi meno forti come lo ione nitrato: NONO3 si decompone a tetrossido di diazoto N2O4 sopra i 230 K (-43 °C) e pertanto sono questi i sali ad essere comunemente impiegati nelle sue reazioni. Con anioni già leggermente più basici/donatori come il cloruro, si formano composti covalenti, come nel caso del cloruro, che dà il cloruro di nitrosile NOCl, gassoso a temperatura ambiente:
N≡O+ + Cl−   →   O=N−Cl

### Idrolisi
Lo ione nitrosonio è un forte acido di Lewis e un elettrofilo: in soluzione acquosa reagisce rapidamente, oltre che in ambiente basico, in ambiente neutro o anche acido formando acido nitroso:
{\displaystyle {\ce {NO+ + 2 H2O -> HONO + H3O+}}}
In ambiente basico la reazione porta alla formazione di ione nitrito:
{\displaystyle {\ce {NO+ + 2OH- -> NO2- + H2O}}}

### Diazotazione
Lo ione nitrosonio può inoltre dare reazioni di diazotazione reagendo con arilammine primarie (nell'esempio l'anilina) in ambiente acido.
I sali di diazonio così formati possono essere usati per la reazione di diazocopulazione con altri substrati aromatici, aprendo così la strada per la sintesi di coloranti azoici.

### Formazione di nitrosammine
Con ammine secondarie lo ione nitrosonio reagisce fornendo le N-nitrosammine:
R2N-H  +  NOBF4   →   R2N−N=O + HBF4
Reazioni del tutto analoghe avvengono con N-alchil(aril)ammidi R-CO-NR'-H e con immidi (R-CO)2N-H, ed anche con uree e carbammati.

### Nitrosazione aromatica
Lo ione nitrosonio, veicolato da suoi sali stabili, ad esempio NOBF4, può essere utilmente impiegato nelle reazioni di nitrosazione elettrofila aromatica; questa viene spesso condotta in acetonitrile come solvente:
Ar-H + N≡O+ + MeCN →  (Ar-H · N≡O)+ (MeCN)  →  Ar−N=O + MeCNH+
Il catione NO+ si dimostra essere un elettrofilo più blando del catione nitronio NO2+ e questo fa sì che la nitrosazione riesca bene solo con substrati aromatici attivati, quali alchilbenzeni e eteri aromatici, come ad esempio l'anisolo:
CH3O-C6H5 + NOBF4 → CH3O-C6H4-NO + HBF4
Un'altra significativa differenza con lo ione nitronio è che in queste nitrosazioni l'attacco di NO+ sull'anello è relativamente veloce, mentre l'eliminazione di H+ ad opera del solvente dall'intermedio di Wheland formatosi, costituituisce lo stadio lento della reazione. Ciò è evidenziato dall'effetto isotopico primario che si ha con areni deuterati, effetto che invece non si riscontra affatto nella nitrazione.

### NO+come ligando
Il catione :N≡O:+, con il doppietto libero su N da una parte, e con gli orbitali molecolari di antilegame (orbitali π*) vuoti a bassa energia dall'altra, può fungere da ligando adatto a centri metallici in cui l'atomo metallico è in un basso stato di ossidazione e ha orbitali d popolati. A tal riguardo NO+ risulta essere un donatore σ, sebbene meno del monossido di carbonio ad esso isoelettronico, ma un accettore π migliore del CO stesso. In effetti, impiegando sali stabili di nitrosonio (con controioni come BF4–, AsF6–, SbF6– e simili) è possibile sostituire un ligando CO di un metallocarbonile, o suo derivato analogo, con un nitrosile (NO):
(η5-C5H5)Re(CO)3  +  NO+[BF4]–   →   [(η5-C5H5)Re(CO)2(NO)]+[BF4]– +  CO
K+[Me3Sn-W(CO)5] –  +  NO+[BF4]–   →   Me3Sn-W(CO)4(NO)  +  KBF4 + CO
(C6Et6)Cr(CO)3  +  NO+[BF4]–  →   [(C6Et6)Cr(CO)2(NO)]+[BF4]– + CO
o anche addizionare un nitrosile, come avviene nel caso del complesso di Vaska:
(Ph3P)2Ir(CO)Cl  +  NO+[BF4]–   →   [(Ph3P)2Ir(CO)(NO)Cl]+[BF4]–

### Ossidazione
Lo ione nitrosonio contenuto nei suoi sali è anche un ossidante monoelettronico potente [E°(NO+ / NO) = 1,2 V], la cui specie ridotta è semplicemente il monossido di azoto NO, un gas facilmente allontanabile dall'ambiente di reazione. In quanto tale, è utilmente impiegato sia in chimica inorganica, che in organica. In questi casi il potenziale di riduzione del nitrosonio viene di solito misurato rispetto alla coppia ferrocene/ferricinio (FeII/FeIII):
Cp2Fe + NO+[BF4]–   →   [Cp2Fe]+[BF4]–+ NO↑
Il potenziale risulta essere E° = 1,00 V in soluzione di CH2Cl2 e E° = 0,87 V in soluzione di CH3CN.